# Arnd Krüger
Arnd Krüger (* 1. Juli 1944 in Mühlhausen/Thüringen) ist ein deutscher ehemaliger Leichtathlet, Sporthistoriker, Professor und Direktor des sportwissenschaftlichen Instituts an der Universität Göttingen.

## Sportliche Karriere
Krüger startete als Mittelstreckler bis 1967 (mit Unterbrechung der Starts für die UCLA Bruins) für den CSV 1910 Krefeld, wechselte dann sein Startrecht zu Bayer Leverkusen, trat 1972–1974 für ASC Darmstadt an und ließ seine Karriere beim OSC Berlin und dem TSV Waake ausklingen. In Krefeld erfand er den Martins-Crosslauf, der 2024 zum 52. Mal ausgetragen wurde. 2023 wurde er vom CSV 1910 Marathon Krefeld für 65-jährige Mitgliedschaft ausgezeichnet. Er hält noch immer elf Vereinsrekorde.
Krüger war 1963 Deutscher Vizemeister im 800-Meter-Lauf, 1968 und 1969 war er Vizemeister über 1500 Meter. In der Halle war er 1966 und 1969 Deutscher Meister über 800 Meter. Insgesamt war er zwischen 1962 (Deutscher Jugendmeister über 800 Meter) und 1976 zehnmal Deutscher Meister und dreimal Deutscher Hochschulmeister (1964, 1969) und Teilnehmer der Studentenweltmeisterschaften der Fédération Internationale du Sport Universitaire 1965. 1965 war er All-American der Amateur Athletic Union mit der Distance Medley Relay der UCLA, die den Weltrekord unterbot. Im Nationaltrikot wurde Krüger elfmal eingesetzt.
Bei den Olympischen Spielen 1968 schied er über 1500 Meter im Zwischenlauf aus. Seine Bestleistung über 800 Meter stellte er 1966 mit 1:47,7 min auf, 1973 mit 2:20,5 min über 1000 Meter, über 1500 Meter erreichte er 1968 und 1972 jeweils 3:38,8 min, 1972 8:09,2 min über 3000 Meter, 1973 über 5000 Meter 14:06,2 min.
Als Trainer arbeitete er im Auftrag der Bundesregierung mit Leichtathleten aus Kolumbien und Bolivien, die er zu insgesamt zehn Landesrekorden (u. a. Víctor Mora) führte.

## Werdegang
Nach seinem Abitur am Gymnasium am Moltkeplatz studierte Krüger in Krefeld Geschichte, Englisch, Philosophie und Sport an der Universität Mainz sowie an der University of California, Los Angeles. Dort erlangte er 1967 den Grad eines Bachelors (Hauptfach: Englisch). Im Wintersemester 1967/68 lernte und trainierte er in Mexiko-Stadt, ehe er sein Studium an der Universität zu Köln fortsetzte, wo er 1971 bei Erich Angermann in Neuerer und Mittlerer Geschichte promovierte. Krüger verfolgte eine duale Karriere. In Köln war er Studentische Hilfskraft bei Ulrich Jonath und bei Tomasz Lempart. Es folgte bis 1974 eine Tätigkeit als Referent beim Bundesausschuss Leistungssport des Deutschen Sportbund (parallel hierzu Lehrbeauftragter an der TH Darmstadt). Hier gehörte zu seinen Aufgaben die Redaktion der Zeitschrift Leistungssport und der Trainerbibliothek. Von 1974 bis 1978 als Wissenschaftlicher Assistent bei Horst Käsler und Rolf Andresen an der Pädagogischen Hochschule Berlin am Seminar für Leibeserziehung (parallel hierzu Lehrbeauftragter an der Trainerakademie Köln, der Gymnastikschule des Landessportbundes Berlin und der Fachhochschule für Verwaltung und Rechtspflege Berlin). Von 1978 bis 1982 war er zudem der ehrenamtliche Vorsitzende des Forums für Sportgeschichte in Berlin.

## Professur in Hamburg
Von 1978 bis 1980 war er Professor im Arbeitsbereich Training und Bewegung des Instituts für Sportwissenschaft der Universität Hamburg bei Walter Schröder. Seit 1980 ist er Professor für Sportwissenschaft an der Georg-August-Universität Göttingen, Leiter der Abteilung Gesellschaft und Training. Er wurde mehrfach zum Dekan der Sozialwissenschaftlichen Fakultät gewählt. 1985 gründete er an seinem Arbeitsbereich einen Sportkindergarten, der noch heute besteht.
1995 war er der Gründungspräsident des European Committee for Sports History. Er ist seit 1990 International Fellow der U.S, amerikanischen National Academy of Kinesiology (seit deren Gründung erst der 9. deutsche Fellow), von 1995 bis 2012 Mitglied des Exekutivkomitees der Fédération internationale d’éducation physique, seit 1996 Fellow des European Committee for Sports History (seit 2021 Honorary Fellow), seit 2009 Fellow des Willibald Gebhardt Instituts für Sport und Gesellschaft und 1981 Gründungsmitglied und von 2000 bis 2018 der Vorsitzende des Niedersächsischen Instituts für Sportgeschichte (seit 2024 Ehrenvorsitz). Seit 2008 ist er der Editor-in-Chef (seit 2018 Honorary Editor) der European Studies in Sports History.
Von 1990 bis 2023 veröffentlichte er in der Zeitschrift Leistungssport ein Trainers Digest, in dem aktuelle fremdsprachige Forschungsergebnisse kurz auf Deutsch zusammengefasst und bewertet werden.
Krüger war seit Beginn seiner Hochschullehrertätigkeit ein Förderer des sportwissenschaftlichen Nachwuchses. Davon zeugen mehr als 60 von ihm betreute Promotionen und Habilitationen. Er ist der Verfasser/Herausgeber von einer Vielzahl wissenschaftlicher Arbeiten und mehr als 50 Büchern und Publikationen, die in 15 Sprachen veröffentlicht wurden. Der WorldCat führt 409 Werke von/über ihn. Er war Gastprofessor in Japan und Mexiko.

## Doping-Experte
1998 war er als einziger deutsche Experte zur Internationalen Doping Conference der Los Angeles Sport Foundation, die von Anita DeFrantz organisiert wurde, eingeladen. 2007 sprach er sich entsprechend dem British Journal of Sports Medicine gegen trainingsbegleitende Dopingkontrollen aus, da die Vorbildwirkung des Leistungssports durch die polizeistaatlichen (Doping-)Kontrollen in ihr Gegenteil verkehrt würden, ohne dass sie die behauptete Wirkung hätten und zudem durch die Maßnahmen im Spitzensport eine Vielzahl von Personen im Breitensport zu gefährlichen Maßnahmen griffen.

## Kontroverse um das Olympia-Attentat 1972
Besonderes Aufsehen erregte Krüger mit einem Vortrag auf der Jahrestagung 2008 der Deutschen Vereinigung für Sportwissenschaft (DVS), in dem er sich mit der Geiselnahme von München während der Olympischen Sommerspiele 1972 auseinandersetzte. Er stellte hierbei fest, dass die israelischen Sportler über die Gefahrenlage informiert waren, was vier Jahre später vom Spiegel bestätigt wurde. Krüger wurden methodische Mängel vorgeworfen, aber auch, dass seine Darstellung an Volksverhetzung grenze. Er hatte sich zwischenzeitlich von seinen Thesen distanziert und entschuldigt. Da er die Zahlen aus der neueren israelischen Dissertation übernommen hatte, wertete die Universität Göttingen dies als gängige wissenschaftliche Praxis. Bei der DVS wurde ein Ausschlussverfahren eingeleitet, wegen seiner bisherigen Leistungen wurde jedoch nur eine scharfe Rüge erteilt. Die zuständige Ombudskommission der Georg-August-Universität Göttingen unter Vorsitz eines zum Richteramt befähigten Jura-Professors stellte jedoch nach Anhörung von Zeugen fest, es habe „kein wissenschaftliches Fehlverhalten“ vorgelegen.

## Ehrungen
2009 wurde Krüger durch eine internationale Festschrift geehrt. 2012 erhielt er zusammen mit einem Team der Universität Göttingen den Human Resources Award für innovatives betriebliches Gesundheitsmanagement des Deutschen Verbandes für Gesundheitssport und Sporttherapie.
2016 erhielt er die Bernhard Zimmermann-Medaille für seine Verdienste um die Sportgeschichte.
Seit 2022 ist er der Vorsitzende des Fördervereins Lebendiges Kreismuseum (Peine). 2023 wurde er in das Ehrenportal des Niedersächsischen Sports aufgenommen.

## Werke
- Arnd Krüger: Die Olympischen Spiele 1936 und die Weltmeinung. Ihre außenpolitische Bedeutung unter besonderer Berücksichtigung der USA. Berlin: Bartels & Wernitz, 1972 (= Sportwissenschaftliche Arbeiten, Bd. 7), ISBN 3-87039-925-2.
- Arnd Krüger: Theodor Lewald: Sportführer ins Dritte Reich. Berlin: Bartels & Wernitz, 1975 (= Turn- und Sportführer im Dritten Reich, Bd. 3), ISBN 3-87039-954-6.
- Arnd Krüger: Sport und Politik. Vom Turnvater Jahn zum Staatsamateur. Hannover: Fackelträger, 1975, ISBN 3-7716-2087-2.
- Arnd Krüger, Helmut Oberdieck: Kleiner Ratgeber für Leichtathletik-Verletzungen. Berlin: Bartels & Wernitz, 1975, ISBN 3-87039-955-4.
- Arnd Krüger (Hrsg.): Ausgewählte Quellen zum Studium der neueren deutschen Sportgeschichte (= Beiträge zur Theorie der Leibesübungen und des Sports, Bd. 15). Berlin: PH Berlin, 1976.
- Arnd Krüger, Helmut Oberdieck: Guide to Track and Field Injuries. Los Altos, Calif.: Tafnews, 1978.
- Louis Burgener, Arnd Krüger, Gerry Redmond, René Meunier, Jörg Schiebel: Sports and Politics. A selected bibliography. Sport et politique. Bibliographie choisie. Paris: Unesco Press et la Baconière, 1978 (= Culture 4(2)).
- Arnd Krüger, Dieter Niedlich (Hrsg.): Ursachen der Schulsport-Misere in Deutschland. Festschrift für Professor Konrad Paschen. London: Arena Publ., 1979, ISBN 0-902175-37-8.
- Bruce C. Ogilvie, Thomas A Tutko, Arnd Krüger (Übersetzer): Vom Umgang mit Problemathleten (= Trainer-Information, Bd. 14). Magglingen: ETS 1980 (3. Aufl. 1983).
- Arnd Krüger: Das Berufsbild des Trainers im Sport: international vergleichende Studie und Perspektiven der Traineraus- und -weiterbildung in der Bundesrepublik Deutschland (= Schriftenreihe des Bundesinstituts für Sportwissenschaft, Bd. 30). Schorndorf: Hofmann, 1975, ISBN 3-7780-7311-7.
- Arnd Krüger: Sport und Gesellschaft. Berlin: Tischler 1981, ISBN 3-922654-06-1.
- Arnd Krüger: Die Reaktionszeit des Sportlers: trainingswissenschaftliche Beiträge (= Beihefte zu Leistungssport Bd. 31). Berlin: Bartels & Wernitz, 1982.
- Dieter Niedlich, Arnd Krüger: 200 neue Basketball-Drills (= Schriftenreihe zur Praxis der Leibeserziehung und des Sports, Bd. 157), Schorndorf: Hofmann, 1982, ISBN 3-7780-9571-4.
- Arnd Krüger (Hrsg.): Die Entwicklung der Turn- und Sportvereine (= Jahrbuch des Forums für Sportgeschichte). Berlin: Forum für Sportgeschichte, 1984, ISBN 3-924755-00-0.
- Arnd Krüger, John McClelland (Hrsg.): Die Anfänge des modernen Sports in der Renaissance (= Beiträge und Quellen zu Sport und Gesellschaft, Bd. 2). Arena Publ., London, 1984, ISBN 0-902175-45-9.
- Arnd Krüger (Hrsg.): Trainingswissenschaftliche Beiträge zum Eishockey. Frankfurt/M.: Deutscher Sportbund, 1985.
- Arnd Krüger, Dieter Niedlich (Hrsg.): 100 Ballspiel-Fertigkeitstests (= Schriftenreihe zur Praxis der Leibeserziehung und des Sports, Bd. 181). Schorndorf: Hofmann, 1985, ISBN 3-7780-9811-X.
- Arnd Krüger, James Riordan (Hrsg.): Der internationale Arbeitersport: der Schlüssel zum Arbeitersport in 10 Ländern (= Sport, Arbeit, Gesellschaft, Bd. 23), Köln: Pahl-Rugenstein, 1985, ISBN 3-7609-0933-7.
- Wolfgang Buss, Arnd Krüger (Hrsg.): Sportgeschichte: Traditionspflege und Wertewandel. Festschrift zum 75. Geburtstag von Prof. Dr. Wilhelm Henze (= Schriftenreihe des Niedersächsischen Instituts für Sportgeschichte Hoya e. V., Bd. 2). Duderstadt: Mecke, 1985, ISBN 3-923453-03-5.
- Arnd Krüger (Hrsg.): Leibesübungen in Europa I. Die Europäische Gemeinschaft (= Beiträge und Quellen zu Sport und Gesellschaft, Bd. 1). London: Arena Publ., 1985, ISBN 0-902175-42-4.
- Arnd Krüger, Helmut Oberdieck, Manfred Sturm (Hrsg.): Ratgeber für Leichtathletik-Verletzungen. Berlin: Tischler, 1986, ISBN 3-922654-15-0.
- Arnd Krüger (Hrsg.): Beiträge zur niedersächsischen Sportgeschichte. Der Dr.-Bernhard-Zimmermann-Preis 1984 (= Schriftenreihe des Niedersächsischen Instituts für Sportgeschichte Hoya e. V. Bd. 4). Duderstadt: Mecke, 1986, ISBN 3-923453-05-1.
- Arnd Krüger, James Riordan, Takuro Ueno (Hrsg.): Der internationale Arbeitersport. Der Schlüssel zum Arbeitersport in 10 Ländern.(jap. 論集国際労働者スポーツ). Tokio: Minshusha, 1988, JPNO: 89016897.
- Arnd Krüger: Der amerikanische Sport zwischen Isolationismus und Internationalismus (I). In: Leistungssport 1/88, 15. Januar 1988 (S. 43–47) sowie Der amerikanische Sport zwischen Isolationismus und Internationalismus (II). In: Leistungssport 2/88, 15. März 1988 (S. 47–50). ISSN 0341-7387. Abgerufen am 26. Februar 2020.
- John Marshall Carter, Arnd Krüger (Hrsg.): Ritual and record. Sports records and quantification in pre-modern societies (= Contributions to the study of world history, Bd. 17). Westport, Conn.: Greenwood, 1990, ISBN 0-313-25699-3.
- Arnd Krüger, Pierangela Badia Mazzeschi (Hrsg.): Educazione fisica in Europa I: la comunità Europea. L’Aquila: Tazzi, 1990.
- John Milton Hoberman, Arnd Krüger (Guest Editors): Journal of Sport History. 17 (1990), 2 (= Special Issue. German Sport History), ISSN 2155-8450.
- Arnd Krüger, Lothar Wieser, Ingela Bartsch: Informationseinrichtungen im Sport. Informationsstellen auf dem Gebiete des Sports in der Bundesrepublik Deutschland (= Bundesinstitut für Sportwissenschaft, 1/91). Köln: Strauß, 1991, ISBN 3-89001-151-9.
- Arnd Krüger, Hans Langenfeld (Hrsg.): Sport in Hannover – von der Stadtgründung bis heute. Göttingen: Die Werkstatt, 1991, ISBN 3-923478-56-9.
- Arnd Krüger, Swantje Scharenberg (Hrsg.): Wie die Medien den Sport aufbereiten. Ausgewählte Aspekte der Sportpublizistik (= Beiträge und Quellen zu Sport und Gesellschaft, Bd. 5). Berlin: Tischler, 1993, ISBN 3-922654-35-5.
- Arnd Krüger, Kristina Damm-Volk (Hrsg.): Sportsponsoring. Theorie – Praxis – Fallstudien. Berlin: Tischler, 1994, ISBN 3-922654-38-X.
- Arnd Krüger, Bernd Wedemeyer (Hrsg.): Kraftkörper – Körperkraft. Zum Verständnis von Körperkultur und Fitness gestern und heute. Begleitheft zur Ausstellung in der Eingangshalle der neuen Universitätsbibliothek. 3.7. – 31.7.1995 (= Göttinger Bibliotheksschriften, Bd. 8). Göttingen: Universitätsdruckerei, 1995, ISBN 3-930457-06-7.
- Axel Dreyer, Arnd Krüger (Hrsg.): Sporttourismus. Management- und Marketing-Handbuch. München: Oldenbourg, 1995, ISBN 3-486-23099-9.
- Arnd Krüger, Susanne Gebauer: Informationseinrichtungen im Sport. Eine Erhebung in Deutschland, Österreich und der Schweiz (= Bundesinstitut für Sportwissenschaft, 6/95). Köln: Strauß, 1995, ISBN 3-89001-185-3.
- Arnd Krüger, James Riordan (Hrsg.): The Story of Worker Sport. Champaign, Ill.: Human Kinetics, 1996, ISBN 0-87322-874-X.
- Arnd Krüger, Angela Teja (Hrsg.): La Comune Eredità dello Sport in Europa. Atti del 1º Seminario Europeo di Storia dello Sport. Rom: Scuola dello Sport – CONI, 1997.
- Else Trangbæk, Arnd Krüger (Hrsg.): Gender and Sport from European Perspectives. Kopenhagen: University of Copenhagen, 1999, ISBN 87-89361-67-9.
- Arnd Krüger, Else Trangbæk (Hrsg.): The History of Physical Education and Sport from European Perspectives. Kopenhagen: University of Copenhagen, 1999, ISBN 87-89361-69-5.
- James Riordan, Arnd Krüger (Hrsg.): The International Politics of Sport in the 20th Century. London: Routledge, 1999, ISBN 0-419-21160-8.
- Arnd Krüger, Bernd Wedemeyer (Hrsg.): Aus Biographien Sportgeschichte lernen. Festschrift zum 90. Geburtstag von Prof. Dr. Wilhelm Henze (= Schriftenreihe des Niedersächsischen Instituts für Sportgeschichte Hoya, Bd. 14). Hoya: Niedersächsisches Institut für Sportgeschichte Hoya, 2000, ISBN 3-932423-07-0.
- Arnd Krüger, Angela Teja, Else Trangbæk (Hrsg.): Europäische Perspektiven zur Geschichte von Sport, Kultur und Tourismus. (= Beiträge und Quellen zu Sport und Gesellschaft, Bd. 11). Berlin: Tischler, 2000, ISBN 3-922654-48-7.
- Arnd Krüger, Angela Teja, Else Trangbæk (Hrsg.): Europäische Perspektiven zur Geschichte von Sport, Kultur und Politik (= Beiträge und Quellen zu Sport und Gesellschaft, Bd. 12). Berlin: Tischler, 2001, ISBN 3-922654-49-5.
- Arnd Krüger, Joachim K. Rühl (Hrsg.): Aus lokaler Sportgeschichte lernen (= Schriften der Deutschen Vereinigung für Sportwissenschaft, Bd. 119). Hamburg: Czwalina, 2001, ISBN 3-88020-383-0.
- Wolfgang Buss, Arnd Krüger (Hrsg.): Transformationen. Kontinuitäten und Veränderungen in der Sportgeschichte – Transformations: Continuity and Change in Sport History. 2 Bände (= Schriftenreihe des Niedersächsischen Instituts für Sportgeschichte Hoya, Bd. 16 und 17) Hoya: Niedersächsisches Institut für Sportgeschichte Hoya, 2002, ISBN 3-932423-11-9; 3-932423-12-7.
- James Riordan, Arnd Krüger (Hrsg.): European Cultures in Sport. Examining the Nations and the Regions. Bristol: Intellect, 2003, ISBN 1-84150-014-3.
- Arnd Krüger, William Murray (Hrsg.): The Nazi Olympics. Sport, Politics and Appeasement in the 1930s. Champaign, IL: Univ. of Illinois Press, 2003, ISBN 0-252-02815-5.
- James Riordan, Arnd Krüger, Thierry Terret (Hrsg.): Histoire du sport en Europe. Paris: L’Harmattan, 2004, ISBN 2-7475-5881-9.
- Arnd Krüger, Axel Dreyer (Hrsg.): Sportmanagement. Eine themenbezogene Einführung. München: Oldenbourg 2004, ISBN 3-486-20030-5.
- Angela Teja, Arnd Krüger, James Riordan (Hrsg.): Sport e Culture – Sport and Cultures. (= Atti del IX Congreso internazionale dell’ European Committee for Sports History (CESH). Crotone, Italia 26.–29.09.2004). Calopezzati (CVS): Ed. di Convento, 2005, ISBN 88-7862-003-3.
- Wolfgang Buss, Sven Güldenpfennig, Arnd Krüger (Hrsg.): Zur Neubegründung der Olympischen Idee. Denkanstöße (= Beiträge und Quellen zu Sport und Gesellschaft, Bd. 13). Wiesbaden: R. Stumm, 2006, ISBN 3-9808392-2-2.
- Susan Bandy, Annette Hofmann, Arnd Krüger (Hrsg.): Gender, Body and Sport in Historical and Transnational Perspectives. Festschrift für Gigliola Gori. Hamburg: Dr. Kovac, 2007, ISBN 978-3-8300-3038-6.
- Arnd Krüger, Bernd Wedemeyer (Hrsg.): Vergessen, Verdrängt, Abgelehnt. Zur Geschichte der Ausgrenzung im Sport (= Schriftenreihe des Niedersächsischen Instituts für Sportgeschichte Hoya, Bd. 21). Münster: Lit-Verlag, 2009, ISBN 978-3-643-10338-3.
- Angela Teja, Arnd Krüger, Jean François Loudcher, Teresa Gonzalez Aja, Maria Mercedes Palandri (Hrsg.): Corpo e senso del limite. Sport and a sense of the body’s limits. Hannover: Niedersächsisches Institut für Sportgeschichte, 2014, ISBN 978-3-932423-38-3.
- Arnd Krüger, Swantje Scharenberg (Hrsg.): Zeiten für Helden – Zeiten für Berühmtheiten im Sport (= Schriftenreihe des Niedersächsischen Instituts für Sportgeschichte, Bd. 22). Münster: Lit, 2014, ISBN 978-3-643-12498-2.
- Arnd Krüger (Hrsg.): Mind the Gap. The role of suppression, purges, and rejection in sports history and sports historiography. (= Materiales para la historia del deporte 24, 2023), ISSN 2340-7166.